# Al-Barakat
Al-Barakat är en sorts bankverksamhet enligt principen hawala, som bygger på tillit. En person i ett land är betrodd och tar emot pengar från en person som skall skicka pengar till en annan person. Sedan ringer Al-Barakat-ombudet till ett annat ombud i annat land eller på annan plats och talar om för denne att de skall betala pengarna till en viss person. Al-Barakatsystemet är vanligt förekommande i länder som saknar fungerande banksystem, till exempel Somalia och Kongo-Kinshasa. Al-Barakat har anklagats av USA för att vara en täckmantel för finansiering av terroristverksamhet.

## Somaliska Al-Barakat
Det första somaliska Al-Barakatnätverket grundades 1986 av Ahmed Nur Ali Jimale, som sedan länge bor i Dubai. Rörelsen växte och fick ökad betydelse efter den somaliska centralregeringens fall i början 1990-talet. 2001 var rörelsen verksamma i ett fyrtiotal länder med exilsomalisk befolkning. Efter 11 september-attackerna i USA stoppade den amerikanska regeringen överföringar till Al-Barakat eftersom de misstänktes finansiera terrorverksamhet. I november 2001 fördes den svenska delen av banknätverket, som är baserad i Spånga, upp på FN:s lista över organisationer som misstänks ha samröre med terrorism. 2005 terrorstämplades den även av Europeiska unionen. Terrorstämplingarna gällde även tre svensksomalier med koppling till organisationen, vars tillgångar frystes. Två av dem avfördes från listan 2002 medan Ahmed Yusuf kvarstod på listan till 2006.
I september 2008 ogiltigförklarade EG-domstolen terrorstämplingen av organisationen. Domstolen var kritisk mot att de tre somaliesvenskarna varken fått bemöta anklagelserna eller fått veta varför de terrorstämplats.. I oktober 2009 avskrevs Al-Barakat från FN:s terrorlista.